# أسبيك (رامند الجنوبي)
أسبیك (بالفارسية: اسپیک) هي مستوطنة تقع في إيران في قسم رامند الجنوبي الريفي. يقدر عدد سكانها بـ 242 نسمة .